# Kanta Wada
Kanta Wada (和田 幹大 Wada Kanta?), född 1 september 1996 i Ibaraki prefektur, är en japansk fotbollsspelare.
Wada började sin karriär 2020 i YSCC Yokohama.